# Красава (Сілезьке воєводство)
Красава (пол. Krasawa) — село в Польщі, у гміні Ольштин Ченстоховського повіту Сілезького воєводства.
Населення — 173 особи (2011).
У 1975-1998 роках село належало до Ченстоховського воєводства.

## Демографія
Демографічна структура станом на 31 березня 2011 року:
|          | Загалом | Допрацездатний вік | Працездатний вік | Постпрацездатний вік |
| -------- | ------- | ------------------ | ---------------- | -------------------- |
| Чоловіки | 88      | 22                 | 57               | 9                    |
| Жінки    | 85      | 24                 | 49               | 12                   |
| Разом    | 173     | 46                 | 106              | 21                   |